# Нашхой
Нашхой (также в русскояз. лит-ре: Нашхойцы, Нашхоевцы, Нашхинцы; самоназв. как общества: Нашхой, в ед. ч. Нашхо, диал. Нашха) — один из самых больших чеченских тайпов. Многие чеченские тайпы считают себя выходцами из общества Нашхи. В традиции чеченской этноиерархии считается тайпом, который не входит ни в один из тукхумов. Историческая родина — область Нашха.

## Название
Название тайпа Нашхой в современной научно-публицистической литературе неразрывно связано с исторической областью Нашха. В ряде работ они выступают как синонимы — часто авторы, говоря о Нашхой/Нашха, подразумевают и этногруппу Нашхойцев, и территорию их первоначального расселения. Советский исследователь чеченского языка А. Г. Мациев, сообщал, что представители тайпа Нашхой называют себя Нашха.
Существует гипотеза А. Г. Мациева, согласно которой имя общества/области Нашхой/Нашха могло послужить основой для эндоэтнонима Чеченцев — Нохчий (см. Нохчий. Этимология). Также этот вариант этимологии посчитали заслуживающим внимания такие известные чеченские учёные, как лингвист, д. фил. н., профессор И. Ю. Алироев и д.и.н., профессор Ш. Б. Ахмадов.

## Состав
| Родовые ветви (гары) | Родовые ветви (гары) | Родовые ветви (гары) | Родовые ветви (некъи) | Родовые ветви (некъи) | Родовые ветви (некъи) | По другим источникам | Фамилии XIX, XX и XXI веков (ца, доьзал) | Родовые селения в Нашха | Родовые селения в Нашха |
| -------------------- | -------------------- | -------------------- | --------------------- | --------------------- | --------------------- | -------------------- | ---------------------------------------- | ----------------------- | ----------------------- |
| 1                    | Моцархой             | Моцӏархой            |                       |                       |                       |                      |                                          | Моцархой                | Моцӏара                 |
| 2                    | Чармахой             | ЧIармахой            |                       |                       |                       |                      |                                          | Чармахой                |                         |
| 3                    | Тестархой            | ТIистархой           |                       |                       |                       |                      |                                          | Туйсте                  | Тӏиста                  |
| 4                    | Хайбахой             | Хьайбахой            |                       |                       |                       |                      |                                          | Хайбах                  | Хьайбаха                |
| 5                    | Хижахкхой            | Хьижахкхой           |                       |                       |                       |                      |                                          | Хижахк                  | Хьижахка                |
| 6                    | Хилхой               | ХIилхой              |                       |                       |                       |                      |                                          | Хили                    | ХIийла                  |

По данным 1839 г. в самой Нашхе, исторической области расселения нашхой, было 200 дворов, большая часть представителей Нашхой жили в предгорных и равнинных районах Чечни.

## Язык
Нашхойцы являлись/являются носителями нашхоевского говора галанчожского диалекта (аккинско-орстхойское наречие) чеченского языка.